# Medycyna estetyczna

Struktura kwasu hialuronowego - związku chemicznego powszechnie stosowanego do przywracania objętości twarzy

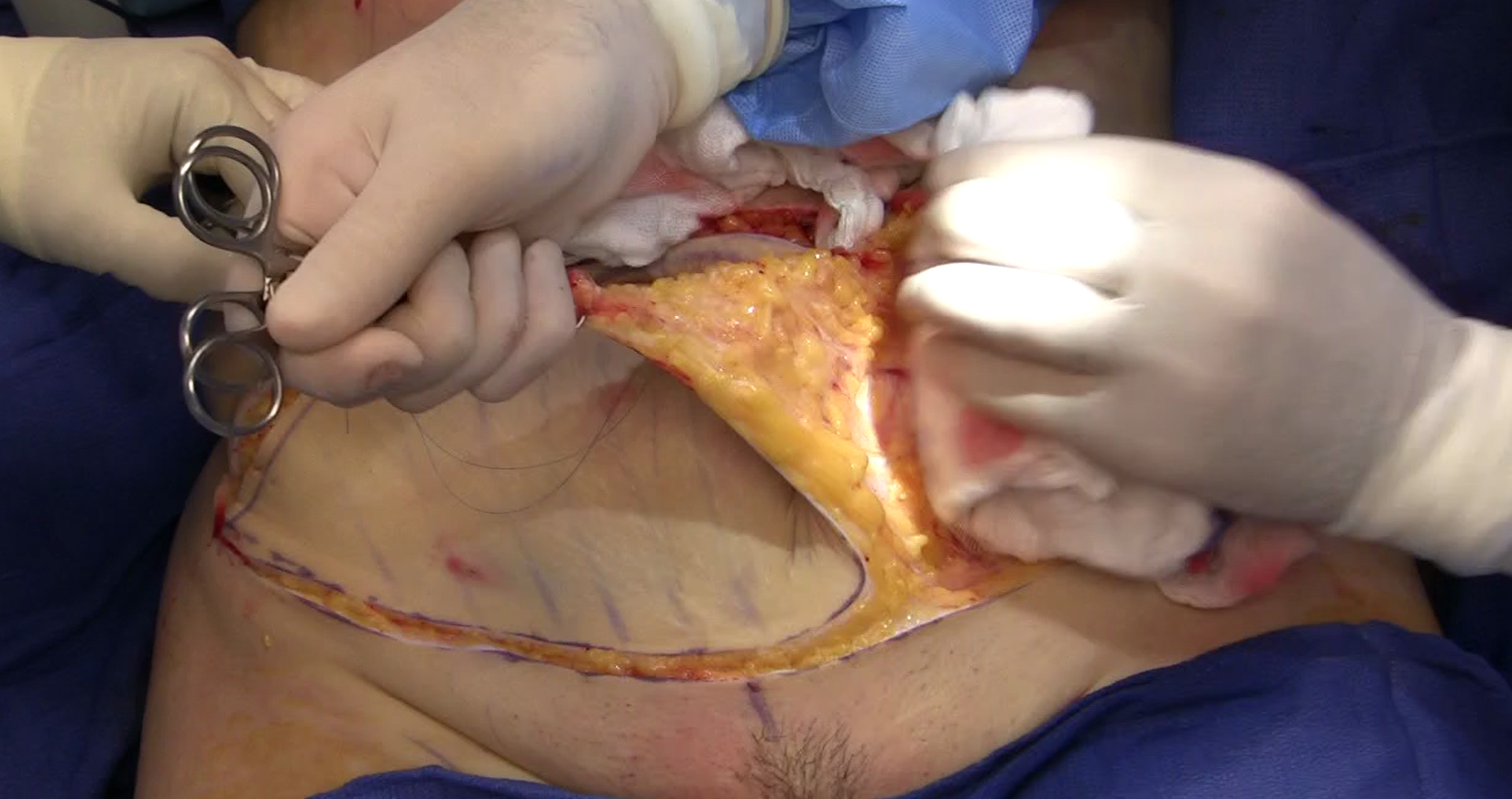
Abdominoplastyka – odseparowywanie skóry wraz z tkanką tłuszczową

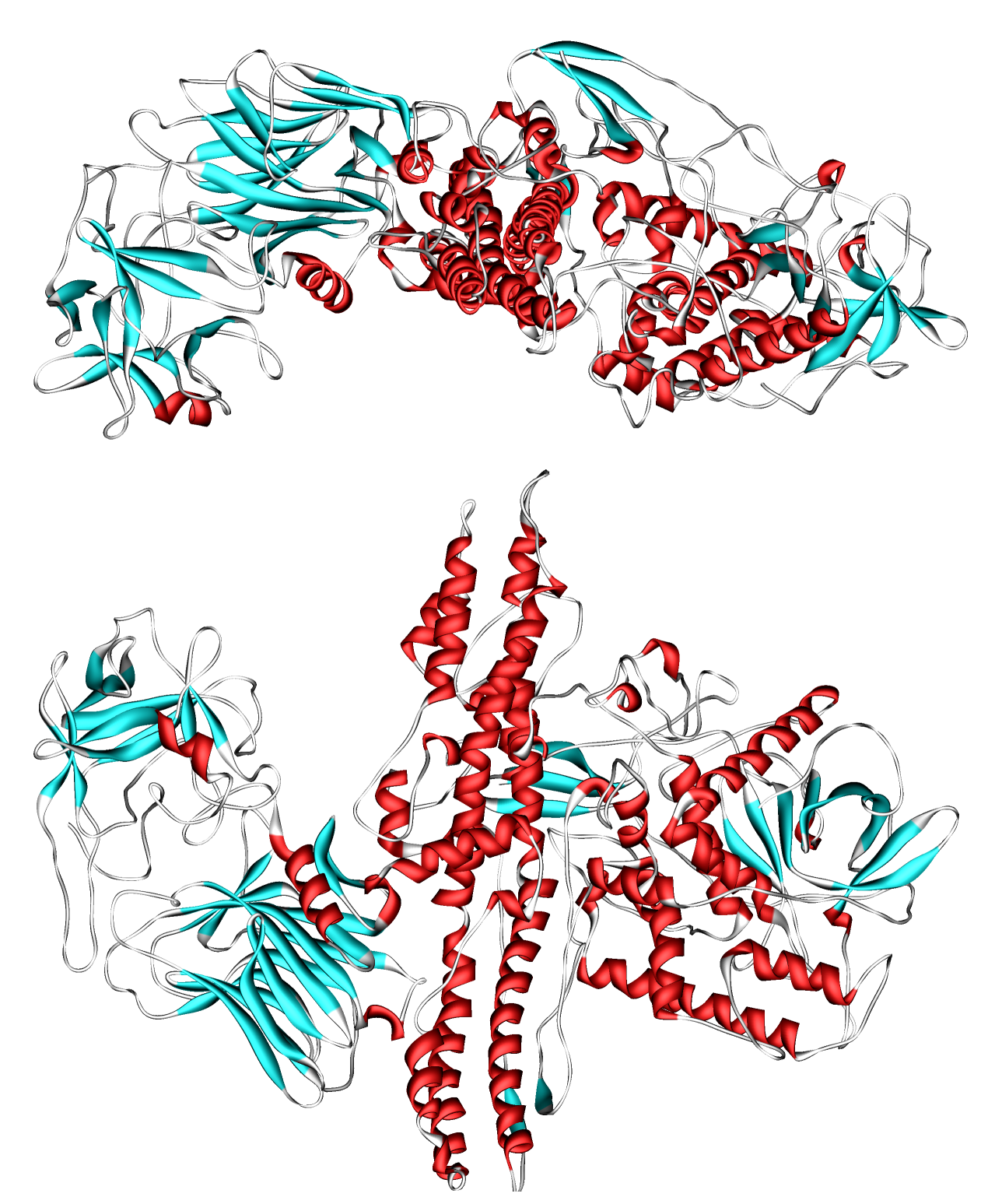
Model wstążkowy toksyny botulinowej stosowanej do leczenia schorzeń charakteryzujących się nieprawidłowym napięciem mięśniowym (np. zeza)

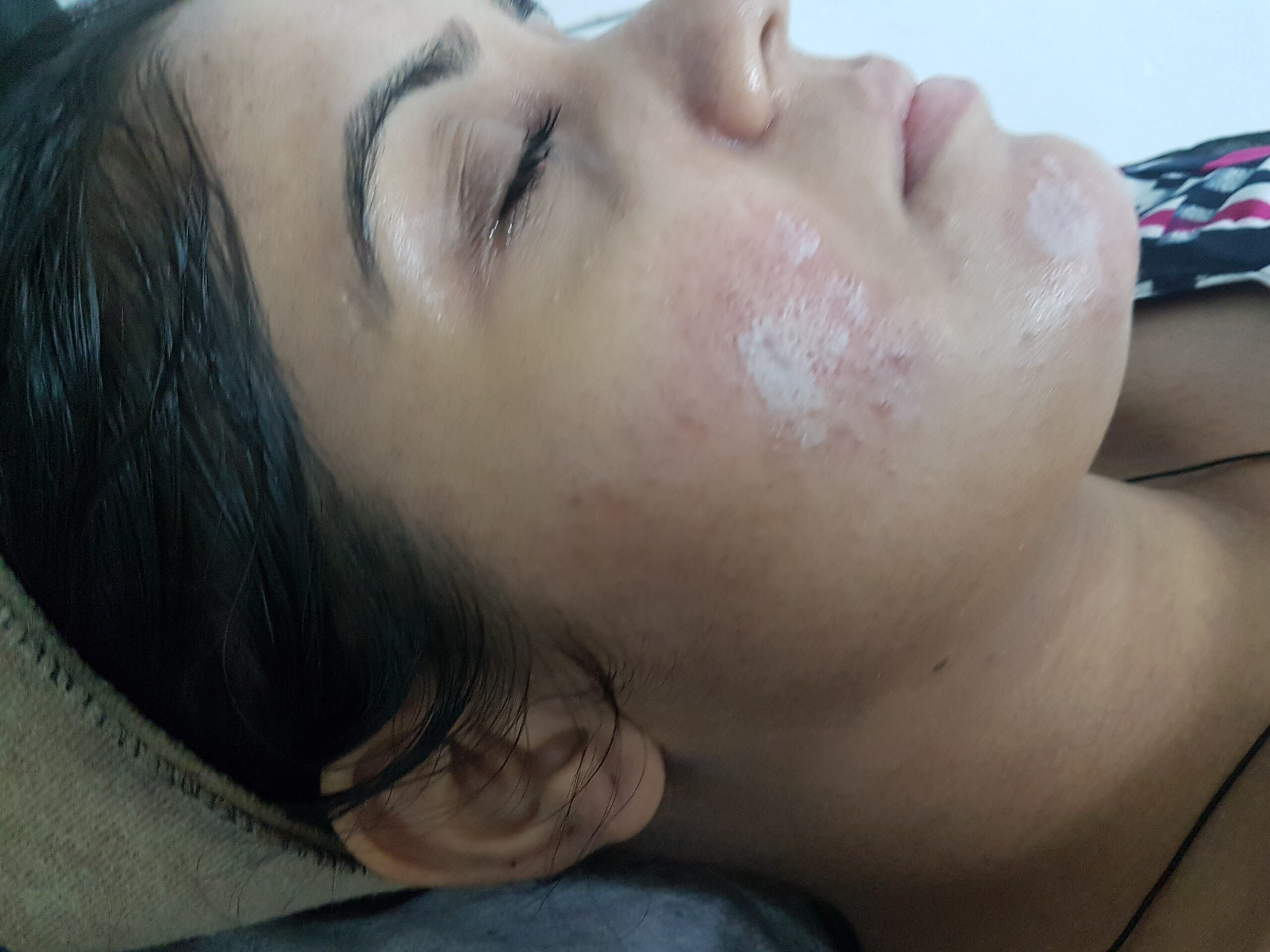
Kwas salicylowy wykorzystywany jest w leczeniu trądziku

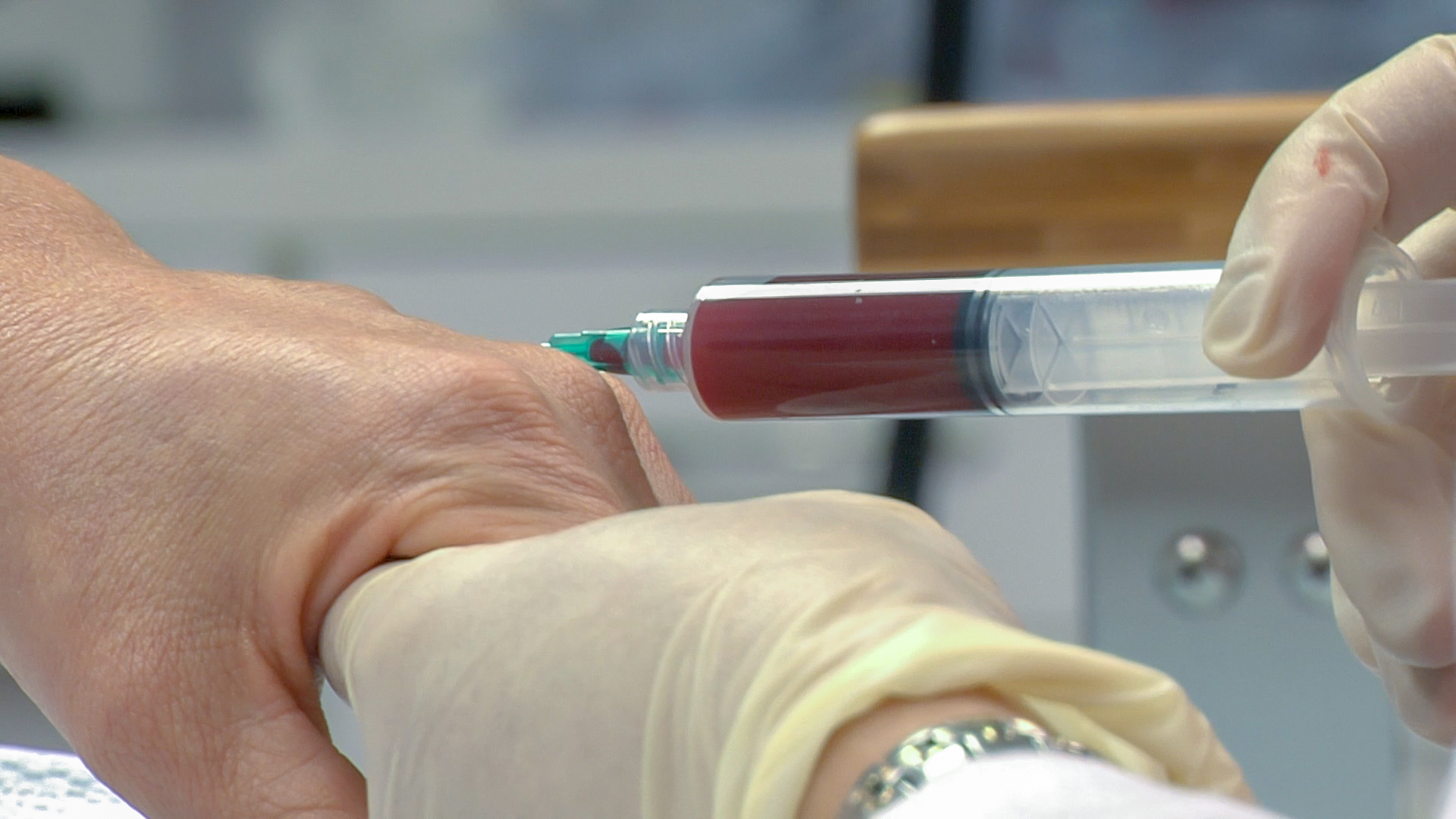
Wstrzyknięcie osocza bogatopłytkowego w dłoń

Medycyna estetyczna (łac. medicina aesthetica) – dział medycyny, należący do estetologii medycznej zajmujący się zapewnieniem wysokiej jakości życia ludzi zdrowych poprzez działania zapobiegawcze, zorientowane w dużej mierze na profilaktykę starzenia się skóry, w kolejnym etapie natomiast rekonstrukcyjne, mające odtworzyć stan sprzed tego procesu. Medycyna estetyczna obejmuje procedury które jak do tej pory nie zostały prawnie uregulowane i stanowią kość niezgody pomiędzy różnymi grupami zawodowymi uzurpującymi sobie prawo do monopolu na ich wykonywanie. Procedury te to głównie  zabiegi nieinwazyjne lub o niewielkim stopniu inwazyjności. Wyłącznym lub nadrzędnym celem tych działań jest poprawa fizycznej atrakcyjności pacjenta. Nie stanowią one świadczeń medycznych.

## Historia
Początków medycyny estetycznej należy doszukiwać się jeszcze w starożytności – w czasach powszechnego kultu piękna w cywilizacjach starożytnych Egipcjan, Greków i Rzymian. Choć przeprowadzane przez nich zabiegi korygujące urodę znacznie różniły się od dzisiejszych, przyświecał im ten sam cel – poprawa wyglądu zewnętrznego. Pierwsze próby operacyjnych zmian kosmetycznych pochodzą z Indii (drugie tysiąclecie p.n.e.). W okresie nowożytnym ważnymi etapami było wykonanie zabiegu korekty nosa (1845) i operacja zmniejszenia piersi (1897). 
Medycyna estetyczna jako dyscyplina medyczna pojawiła się w latach 70. XX wieku we Francji. Za jej ojca uważa się endokrynologa francuskiego pochodzenia Jean Jacques Legranda, który w 1973 r. w Paryżu założył – pierwsze tego typu – Francuskie Towarzystwo Medycyny Estetycznej. Podobne towarzystwa powstały dwa lata później w innych krajach. Natomiast  w 1978 roku w Mediolanie utworzono pierwszą placówkę naukową, która wprowadziła medycynę estetyczną jako przedmiot akademicki na tamtejszym uniwersytecie.
Medycyna estetyczna do Polski dotarła w latach 90. XX w. Przy Polskim Towarzystwie Lekarskim powstała w tym okresie Sekcja Medycyny Estetycznej, pierwsza rodzima organizacja na rzecz popularyzacji medycyny estetycznej w środowisku medycznym i poza nim. Wniosek o jej utworzenie złożono do PTL w 1993 roku. Od 2010 roku Sekcja Medycyny Estetycznej PTL funkcjonuje jako Polskie Towarzystwo Medycyny Estetycznej i Anti-Aging. Od 2011 roku towarzystwo to certyfikuje lekarzy medycyny estetycznej według ściśle określonych kryteriów. Jedną z organizacji skupiających lekarzy medycyny estetycznej w Europie jest Międzynarodowy Związek Medycyny Estetycznej (fr. Union Internationale de Médecine Esthétique (UIME)) z siedzibą w Paryżu. Powstało ono jeszcze w latach 70. XX wieku i funkcjonuje do dziś, zrzeszając ponad 20 towarzystw medycyny estetycznej z różnych krajów, w tym polskie (od 1995 roku).

## Zakres dziedziny
Głównym zadaniem medycyny estetycznej jest poprawa jakości życia pacjentów. Dyscyplina ta pozwala usunąć niedoskonałości o różnym podłożu, co przekłada się na satysfakcję z własnego wyglądu. Nastawiona jest przede wszystkim na działania profilaktyczne, ale również leczy zaawansowane zmiany. W dużej mierze skupia się na zahamowaniu procesów starzenia się skóry i likwidacji zmarszczek, ale przynosi też dobre efekty w zwalczaniu wielu innych problemów natury estetycznej. Poza problematyką starzenia medycyna estetyczna zajmuje się również korektą szeroko pojętych defektów estetycznych o rozmaitym podłożu, takich jak: blizny, zapadnięte policzki,  miejscowa otyłość, cellulit, rozstępy i wiele innych mogących wpłynąć na dyskomfort płynący z własnego wyglądu. Natomiast zakres  zaawansowania zabiegów z tej dziedziny lokują się między kosmetologią a chirurgią estetyczną. W odróżnieniu od chirurgii plastycznej, medycyna estetyczna opiera się wyłącznie na pozachirurgicznych zabiegach o charakterze małoinwazyjnym. Zabiegi z zakresu medycyny estetycznej nie wymagają pobytu w szpitalu i są wykonywane w gabinetach medycyny estetycznej. Pomimo że kojarzona bywa ze specjalnością dermatologa, medycyna estetyczna tak naprawdę nie ma swojej specjalizacji. 

## Najważniejsze zabiegi
W zabiegach medycyny estetycznej wykorzystuje się:
- laser frakcyjny/ typu Q-Switch/ diodowy;
- światło IPL/E-Light;
- masaż mechaniczny, np. endermologia;
- podciśnienie;
- fale radiowe: radiofrekwencja kontaktowa/ frakcyjna/ mikroigłowa;
- wypełniacze: kwas hialuronowy/ L-polimlekowy;
- toksyna botulinowa (inaczej jad kiełbasiany, potocznie botoks);
- peelingi (złuszczanie naskórka): chemiczne/ mechaniczne;
- nakłuwanie: mezoterapia igłowa/ frakcyjna/ radiofrekwencja mikroigłowa;
- kriolipoliza/lipoliza kawitacyjna (usuwanie tkanki tłuszczowej);
- zabiegi biostymulacyjne: osocze bogatopłytkowe/ lasery biostymulujące[5].

Zabiegi z użyciem tej aparatury/metod terapeutycznych mogą być stosowane m.in. w celu:
- odmłodzenia i ujędrnienia skóry (głównie twarzy, ale i dłoni czy stóp);
- usunięcia/wypełnienia zmarszczek/bruzd;
- wypełnienia doliny łez/ kości policzkowych;
- zniwelowania cieni pod oczami;
- poprawienia kształtu i owalu twarzy;
- redukcji przebarwień starczych/ posłonecznych;
- usunięcia blizn potrądzikowych/ pooperacyjnych;
- eliminacji rozstępów/cellulitu/ nadmiaru tkanki tłuszczowej;
- modelowania ust;
- zwężenia poszerzonych porów skóry;
- zamknięcia rozszerzonych porów;
- redukcji nadpotliwości;
- estetycznego usunięcia rumienia/ tatuaży/znamion/ tłuszczaków/brodawek;
- korekcji uśmiechu/kolorytu uzębienia/ zgryzu;
- leczenia objawów trądziku różowatego
- trwałego usunięcia owłosienia ciała (wybrane partie)[5].

W 2017 roku w USA wykonano 4782 tys. zabiegów estetycznych; do najpopularniejszych należały:
- wypełnienie jadem kiełbasianym (1548 tys.)
- wypełnienie kwasem hialuronowym (722 tys.)
- powiększenie piersi (333 tys.)
- liposukcja (305 tys.)
- niechirurgiczne usunięcie tłuszczu (181 tys.)
- depilacja (178 tys.)
- operacja powiek (145 tys.)
- podniesienie piersi (143 tys.)
- abdominoplastyka (141 tys.)
- peeling chemiczny (119 tys.)